# 潮州神社
潮州神社是臺灣日治時期位在高雄州潮州郡（今屏東縣潮州鎮）的神社，其在二戰後被拆除，現址為中山公園。

## 介紹
潮州神社選址在潮州市區東側，此地原為土地公的公業地，四周皆為保安林，且有天然泉水湧出。從第三鳥居至神殿之間皆在樹林中，且在神橋上可遠眺北大武山。潮州神社的建設最初在1933年提出，同年12月8日，潮州郡的各街庄長、校長和有志人士開會討論了募款方式，1934年7月1日第二次開會時，決定了潮州神社的預算為四萬五千圓，其在1936年5月27日鎮座，1938年9月19日列為鄉社，社司為川淵和市。潮州神社的樣式為神殿造，其設施包含了神殿、中殿、拜殿、手水舍、瑞籬、荒籬、社務所、祭器庫、神橋（昭和橋）和神官宿舍。
潮州神社在二戰後被拆除，已無殘跡可尋，現為中山公園。